# Blechnum asperum
Blechnum asperum är en kambräkenväxtart som först beskrevs av Ki., och fick sitt nu gällande namn av Sturm. Blechnum asperum ingår i släktet Blechnum och familjen Blechnaceae. Inga underarter finns listade.